# حكومة نوري المالكي الثانية
حكومة المالكي الثانية هي حكومة العراق من 22 ديسمبر 2010 إلى غاية 8 سبتمبر 2014.
| الوزارة                                   | الوزير                         | التحالف                 | الحزب                                                |
| ----------------------------------------- | ------------------------------ | ----------------------- | ---------------------------------------------------- |
| رئيس الوزراء                              | نوري المالكي                   | ائتلاف دولة القانون     | حزب الدعوة الإسلامية                                 |
| نائب رئيس الوزراء                         | روز نوري شاويس                 | التحالف الكردستاني      | الحزب الديمقراطي الكردستاني                          |
| نائب رئيس الوزراء                         | صالح المطلك                    | الحركة الوطنية العراقية | الجبهة العراقية للحوار الوطني                        |
| نائب رئيس الوزراء لشؤون الطاقة            | حسين الشهرستاني                | ائتلاف دولة القانون     | مستقل                                                |
| الوزارات السيادية                         |                                |                         |                                                      |
| وزارة الدفاع                              | نوري المالكي                   |                         |                                                      |
| وزارة المالية                             | رافع العيساوي                  |                         |                                                      |
| وزارة الخارجية                            | هوشيار زيباري                  |                         |                                                      |
| وزارة الداخلية                            | نوري المالكي                   |                         |                                                      |
| وزارة النفط                               | عبد الكريم لعيبي               |                         |                                                      |
| الوزارات الأخرى                           |                                |                         |                                                      |
| وزارة الزراعة                             | عز الدين الدولة                |                         |                                                      |
| وزارة الاتصالات                           | محمد علاوي                     |                         |                                                      |
| وزارة الإسكان والإعمار                    | محمد صاحب خلف غالي الدراجي     |                         |                                                      |
| وزارة الثقافة                             | سعدون الدليمي                  | ائتلاف وحدة العراق      | مستقل                                                |
| وزارة الهجرة والمهجرين                    | ديندار نجمان شفيق محمد         |                         |                                                      |
| وزارة التربية                             | محمد علي تميم                  |                         |                                                      |
| وزارة الكهرباء                            | كريم عفتان                     |                         |                                                      |
| وزارة البيئة                              | سركون صليوا                    |                         |                                                      |
| وزارة الصحة                               | د. مجيد حمد أمين               |                         |                                                      |
| وزارة التعليم العالي والبحث العلمي        | علي الأديب                     |                         |                                                      |
| وزارة حقوق الإنسان                        | محمد شياع السوداني             |                         |                                                      |
| وزارة الصناعة والمعادن                    | أحمد الكربولي                  |                         |                                                      |
| وزارة العدل                               | حسن حلبوص حمزة نصيف الشمري     |                         |                                                      |
| وزارة العمل والشؤون الاجتماعية            | نصار الربيعي                   |                         |                                                      |
| وزارة البلديات والاشغال العامة            | عادل مهودر راضي ماهود المالكي  |                         |                                                      |
| وزارة العلوم والتكنولوجيا                 | عبد الكريم علي ياسين السامرائي |                         |                                                      |
| وزارة التجارة                             | خير الله حسن بابكر محمد        |                         |                                                      |
| وزارة النقل                               | هادي العامري                   |                         |                                                      |
| وزارة السياحة والآثار                     | لواء سميسم                     |                         |                                                      |
| وزارة الموارد المائية                     | مهند سلمان السعدي              |                         |                                                      |
| وزارة شؤون المراة                         | ابتهال الزيدي                  |                         |                                                      |
| وزارة التخطيط                             | علي يوسف عبدالنبي الشكري       |                         |                                                      |
| وزارة الشباب والرياضة                     | جاسم محمد جعفر                 |                         |                                                      |
| وزارة الدولة لشؤون المحافظات              | الدكتور طورهان مظهر المفتي     |                         | وزير الاتصالات وكالة                                 |
| وزارة الدولة و الناطق الرسمي باسم الحكومة | علي الدباغ                     |                         | الغيت الوزارة في أب 2011 واصبح فقط ناطق باسم الحكومة |
| وزارة الدولة لشؤون الأهوار                | حسن راضي الساري                |                         | الغيت الوزارة في أب 2011 واحيل إلى التقاعد           |
| وزارة دولة                                | ضياء نجم الاسدي                |                         | الغيت الوزارة في أب 2011 واحيل إلى التقاعد           |
| وزارة دولة                                | بشرى حسين الزويني              |                         | الغيت الوزارة في أب 2011 واحيل إلى التقاعد           |
| وزارة دولة                                | عبدالمهدي المطيري              |                         | الغيت الوزارة في أب 2011 واحيل إلى التقاعد           |
| وزارة دولة                                | ياسين حسن محمد                 |                         | الغيت الوزارة في أب 2011 واحيل إلى التقاعد           |
| وزارة دولة                                | صلاح مزاحم الجبوري             |                         | الغيت الوزارة في أب 2011 واحيل إلى التقاعد           |
| وزارة دولة لشؤون الخارجية                 | علي عبدالله الصجري             |                         | الغيت الوزارة في أب 2011 واحيل إلى التقاعد           |
| وزارة دولة لشؤون مجلس النواب              | صفاء الدين الصافي              |                         |                                                      |
| وزارة دولة لشؤون المراة                   | ابتهال كاصد الزيدي             |                         |                                                      |
| وزارة دولة لشؤون المصالحة الوطنية         | عامر الخزاعي                   |                         | الغيت الوزارة في أب 2011 واحيل إلى التقاعد           |